# Partido da Independência da Coreia
O Partido da Independência da Coreia (em coreano:  한국독립당, Hanguk Doglib Dang, KIP) era um partido político em Coreia do Sul.

## História
O partido foi estabelecido em Xangai por Kim Gu em 1928, unindo uma facção de membros conservadores do Governo Provisório da República da Coreia, liderado por Kim. Quando Kim foi capaz de retornar para a Coreia em 1945, o KIP começou a operar no país. Kim inicialmente apoiou Syngman Rhee, mas uma disputa sobre a realização de eleições separadas na Coreia do Sul (Kim se opôs a Rhee) levou a uma divisão eo partido não participou das eleições parlamentares de 1948 na Coreia do Sul. No entanto, Kim foi candidato nas eleições presidenciais indiretas em julho de 1948, perdendo muito para Rhee.
Quando Kim foi assassinado em 1949, o partido entrou em declínio acentuado. Participou nas eleições parlamentares de 1950, mas recebeu apenas 0,3% dos votos, não conseguindo um assento. Ele recebeu a mesma parcela de votos nas eleições de 1960, novamente sem conseguir um assento. Ele nomeou Chun Jin-han como candidato para as eleições presidenciais de maio de 1967; ele terminou em quinto em um campo de seis candidatos com 2,1% dos votos. Apesar de aumentar sua participação para 2,2% nas eleições parlamentares de junho de 1967, o partido permaneceu sem assento.